# Lagrade procedurer
En lagrad procedur är en subrutin tillgänglig för program eller webbsidor att komma åt en relationsdatabas. Lagrade procedurer (kallas ibland en proc, sproc, StoPro, LagradProc, eller SP) är faktiskt lagrade i databasen.
Typiska användningsområden för lagrade procedurer inkluderar dataverifiering (integrerat i databasen) eller åtkomstkontroll. Dessutom används lagrade procedurer för att konsolidera och centralisera logik som ursprungligen genomfördes i applikationer. Omfattande eller komplicerad behandling som kräver utförande av flera SQL exekveringar flyttas till lagrade procedurer. Man kan använda nästlade lagrade procedurer genom att köra en lagrad procedur inifrån en annan.
Lagrade procedurer liknar användardefinierade funktioner (UDFS).